# 愛愛愛
《愛愛愛》是香港歌手方大同的第二張錄音室專輯，在2006年12月29日推出。專輯主題顧名思義即是描述“各種不同的愛”。第一主打歌為同名歌曲《愛愛愛》，這首歌在港台地區均具有不俗的口碑。專輯中《四人遊》一曲為方大同與薛凱琪的男女對唱歌曲；《If You Leave Me Now》則是翻唱自芝加哥樂隊的經典名作。
華納唱片在2007年3月1日推出了CD加DVD版本，DVD中不僅收錄了這張專輯的三首主打歌《四人遊》、《愛愛愛》和《蘇麗珍》，還包括了第一張專輯《Soulboy》中的三首主打歌《春風吹》、《南音》和《妹妹》的音樂錄影帶。

## 曲目
| 曲序 | 曲名                | 曲          | 詞             | 編曲                | 附註                                                |
| 01   | 愛愛愛              | 方大同      | 周耀輝         | 方大同              |                                                     |
| 02   | 蘇麗珍              | 方大同      | 周耀輝         | 方大同              |                                                     |
| 03   | 歌手與模特兒        | 方大同      | 林夕           | 方大同              |                                                     |
| 04   | 唉!                 | 方大同      | 農夫           | 方大同              | featuring 農夫                                      |
| 05   | 四人遊              | 方大同      | 林夕           | 方大同              | 與薛凱琪合唱                                        |
| 06   | 手拖手              | 方大同      | 方大同、梁茹嵐 | 方大同              |                                                     |
| 07   | 偷笑                | 方大同      | 方大同         | 方大同              |                                                     |
| 08   | Goodbye Melody Rose | 方大同      | 周耀輝         | 方大同              |                                                     |
| 09   | 詩人的情人          | 方大同      | 林夕           | 方大同              |                                                     |
| 10   | 拖男帶女            | 方大同      | 方大同、梁茹嵐 | 方大同              |                                                     |
| 11   | Love Outrolude      | 方大同      | N/A            | 方大同              | （instrumental）                                    |
| 12   | If You Leave Me Now | 彼得·塞特拉 | 彼得·塞特拉    | 方大同              | 英文歌，原唱者為Chicago                             |
| 13   | 春風吹之吹吹風Mix   | 方大同      | 周耀輝         | 方大同、Edward Chan | featuring Silver；原版收錄於上張專輯《Soulboy》當中 |

## 香港派台歌曲
《蘇麗珍》、《愛愛愛》、《歌手與模特兒》、《四人遊》、《詩人的情人》

## MV導演
- 《四人遊》：ALVA@VIS Production Ltd.
- 《愛愛愛》：阿花@VIS Production Ltd.
- 《蘇麗珍》：金卓

## 唱片版本
- CD版
- CD+DVD版

## 獎項
- 《愛愛愛》——2006年度新城勁爆頒獎禮 - 國語歌曲大獎、2006年度RoadShow至尊音樂頒獎禮 - 至尊歌曲、2006年度SINA Music樂壇民意指數頒獎禮 - 新歌試聽 - 最高收聽率歌曲（第九位）、2007年度新城國語力頒獎禮 - 歌曲獎、第十三屆新加坡金曲獎 - 最佳單曲制作、叱咤903專業推介2006年度第三十七週冠軍歌曲
- 《蘇麗珍》——金曲金榜頒獎典禮 - 年度最佳編曲
- 《四人遊》——第四屆勁歌王年度總選頒獎典禮 - 最佳合唱歌、2007年度十大勁歌金曲頒獎禮 - 最受歡迎華語歌曲獎 銅獎
- 整張專輯——2007年度新城國語力頒獎禮 - 優秀專輯、Hit FM - 2007年度十大專輯、HITO流行音樂獎 - HITO專輯、HITO流行音樂獎 - DJ最愛專輯、IFPI香港唱片銷量大獎 2007 - 十大暢銷國語唱片
- 其他——第十三屆新加坡金曲獎 - 最佳創作歌手